# Arona (prénom)
Pour les articles homonymes, voir Arona.
Arona est un prénom masculin d'Afrique noire, équivalent d'Aaron.
En Tahitien, Arona signifie: "Petit prince qui affronte la nuit".
C'est aussi un prénom de Nouvelle-Calédonie.

## Personnalités portant ce prénom
- Pour l'ensemble des articles sur les personnes portant ce prénom, consulter :
  - la liste des articles dont le titre commence par ce prénom
  - les listes produites par Wikidata : Liste des personnes de prénom « Arona » — même liste en incluant les éventuels prénoms composés qui contiennent « Arona ».
- Arona Gaye, champion de Scrabble francophone originaire du Sénégal[1].